# カール・ローズ (漫画家)
カール・ローズ（Carl Rose、1903年 – 1971年）は、アメリカ合衆国の漫画家、イラストレーター。ローズの作品は、『ザ・ニューヨーカー』誌、『ポピュラーサイエンス』誌、『サタデー・イブニング・ポスト』誌などに掲載された。特に『ザ・ニューヨーカー』誌には、同誌が創刊された1925年から長く寄稿し続けた。1958年には、全米漫画家協会から広告・イラストレーション賞(Advertising and Illustration Award)を授与された。 
ローズは、『ザ・ニューヨーカー』誌に掲載された最も有名な漫画のひとつを描き、この作品はE・B・ホワイトがキャプションを付けて、1928年12月8日発行号に掲載された。この漫画では、ディナーの席で母親が幼い娘に「これはブロッコリーよ (It's broccoli, dear.) 」と言っているが、娘は「ほうれん草だってば、大ッ嫌い (I say it's spinach, and I say the hell with it.) 」と応じている。その後1932年に『’’Face The Music’’』というブロードウェイのレビューが上演された際に、「ほうれん草だもの、大ッ嫌い (I Say It's Spinach, so the hell with it.) 」という歌詞が入った「I Say It's Spinach」という歌が使われた。さらに、1935年には、ハインツのほうれん草スープ缶の雑誌広告に、この漫画のパロディが使用された。
ローズのイラストレーションは、ベネット・サーフ (Bennett Cerf) のベストセラー『Try and Stop Me』や、その続編『Shake Well Before Using』にも用いられている。ローズは、ボブ・ホープの自伝とされている（実際にはジャーナリスト、ピート・マーティン (Pete Martin) がゴーストライターを務めた）『Have Tux, Will Travel』にもイラストレーションを提供している。
変名として、Earl Cros 名義でもイラストレーションを発表していた。